# N-141c
L'N-141c és una carretera catalana que fou de titularitat estatal, d'aquí la N de la seva denominació, que uneix les ciutats de Manresa, al Bages i Vic, a Osona, tot i que el seu traçat no arriba del tot a aquesta darrera ciutat. Actualment és competència de la Generalitat de Catalunya.
Té el seu inici al començament del carrer manresà denominat Carretera de Vic, a la confluència amb la Muralla del Carme i la Carretera de Cardona. Des d'allí s'adreça cap al nord-est, en línia recta gairebé tot el tram, fins a la Costa Roja, on hi ha el Polígon Industrial dels Dolors. Al capdamunt de la Costa Roja enllaça amb la carretera C-55 i amb la C-18c; amb aquesta darrera carretera comparteix un tram del seu recorregut.
En arribar a la Rosaleda, on hi ha el Polígon Industrial El Grau, la N-141c se'n separa cap al nord-est, i mena a Sant Fruitós de Bages, Torrella de Baix, trencall de Navarcles, Calders i Moià, travessant la comarca del Moianès. A continuació, després de passar per Collsuspina, davalla cap a la comarca d'Osona, passa pels trencalls de Muntanyola i Tona (Osona), després pels de Munter i Malla, i s'aboca en la carretera C-17 en una rotonda d'on també surt, cap a llevant, la carretera local BV-5306.
A continuació surt de Vic amb el nom de N-141d per Calldetenes i estava previst que continués fins a Girona, però per la difícil orografia només es va fer el tram fins a Sau i amb el nom N-141 e entre Anglès i Girona per Bescanó, Salt i Santa Eugènia de Ter.